# 南昌市国有资产监督管理委员会
南昌市国有资产监督管理委员会，简称南昌市国资委，是中华人民共和国江西省南昌市人民政府工作部门。根据南昌市人民政府授权，代表南昌市人民政府履行出资人职责，监管南昌市属国有（集体）企业、事业单位的国有资产。

## 简介
南昌市国资委成立于2005年1月。2022年6月22日新组建的南昌市产业投资集团有限公司、南昌市政公用集团有限公司、南昌市建设投资集团有限公司和南昌市交通投资集团有限公司集中揭牌，国资委管理企业进行精简。

## 监管企业
根据南昌市国资委官方网站显示，南昌市国资委有6家重点监管企业：
- 南昌市产业投资集团有限公司（由南昌市人民政府直接持股91.04%，但由国资委监督管理[8]）
- 南昌市政公用集团有限公司（持股90.0%）
- 南昌市建设投资集团有限公司（持股82.18%）
- 南昌市交通投资集团有限公司（持股90.0%）
- 南昌轨道交通集团有限公司（交投集团持股100.0%，国资委并表企业）
- 江铃汽车集团有限公司（交投集团持股100.0%的子公司江西国控汽车持股100%，国资委并表企业）

除此之外南昌市国资委还对外投资以下企业：
- 云上(南昌)大数据运营有限公司（持股89.77%）
- 南昌建工资产经营管理有限公司（持股100.0%）
- 江西省海昏文化旅游发展有限责任公司（持股100.0%）
- 南昌市工信资产经营管理有限责任公司（持股100.0%）

在2022年南昌市对控股国有重点监管企业整合重组从原先控股9家公司+江铃集团1家公司并表缩减为控股4家公司+江铃集团和市轨道交通集团2家公司并表。
| 合并前9+1                                          | 合并涉及部分 | 合并后4+2                                    | 合并后主业务         |
| -------------------------------------------------- | --- | -------------------------------------------- | -------------------- |
| 南昌工业控股集团有限公司（工业控股集团）           | 为基础 | 南昌市产业投资集团有限公司（南昌市产投集团） | 产业投资             |
| 南昌国资产业经营集团有限公司（南昌国资产业集团）   | 合并原 南昌国资产业集团 主体 | 南昌市产业投资集团有限公司（南昌市产投集团） | 产业投资             |
|                                                    | |                                              |                      |
| 南昌市政公用投资控股有限责任公司（市政控股）       | 为基础 | 南昌市政公用集团有限公司（南昌市政公用集团） | 水务、环保和现代农业 |
| 不适用                                             | 划入原南昌水投公司下属的富春环保以及其他市属国企的农业、林业、粮食类企业；代表为： 原 南昌水投公司： - 浙江富春江环保热电股份有限公司 - 南昌市林业投资发展有限公司 - 南昌市农业产业有限公司 原 南昌旅游集团 - 江西南旅粮食产业集团有限公司     | 南昌市政公用集团有限公司（南昌市政公用集团） | 水务、环保和现代农业 |
|                                                    | |                                              |                      |
| 南昌城市建设投资发展有限公司（南昌城投公司）       | 为基础 | 南昌市建设投资集团有限公司（南昌市建投集团） | 城市建设开发         |
| 南昌市城市规划设计研究总院集团有限公司（市城规院） | 合并市城规院 | 南昌市建设投资集团有限公司（南昌市建投集团） | 城市建设开发         |
|                                                    | 划入原工业控股集团、原南昌国资产业集团的房地产、建筑类企业；代表为： | 南昌市建设投资集团有限公司（南昌市建投集团） | 城市建设开发         |
|                                                    | |                                              |                      |
| 南昌水利投资发展有限公司（南昌水投公司）           | 为基础 | 南昌市交通投资集团有限公司（南昌市交投集团） | 城市交通和文旅       |
| 江西南昌旅游集团有限公司（南昌旅游集团）           | 全部合并（上述涉及持股子公司除外） | 南昌市交通投资集团有限公司（南昌市交投集团） | 城市交通和文旅       |
| 江西国控汽车投资有限公司（国控汽车）               | 全部合并 | 南昌市交通投资集团有限公司（南昌市交投集团） | 城市交通和文旅       |
| 不适用                                             | 划入原工业控股、市政公用集团、原南昌城投公司、原南昌国资产业集团的交通、旅游类企业；代表为： 原 南昌市政控股： - 江西南昌公共交通运输集团有限责任公司 - 江西长运集团有限公司 - 江西华赣文化旅游传媒集团有限公司 - 江西省洪城一卡通投资有限公司 | 南昌市交通投资集团有限公司（南昌市交投集团） | 城市交通和文旅       |
| 江铃汽车集团有限公司（江铃集团）                   | 维持国控汽车控股，依然为国资委的并表企业。 | 南昌市交通投资集团有限公司（南昌市交投集团） | 城市交通和文旅       |
| 南昌轨道交通集团有限公司（市轨道交通集团）         | 由国资委控股变为南昌市交投集团控股，但为国资委不直接控股的并表企业。 | 南昌市交通投资集团有限公司（南昌市交投集团） | 城市交通和文旅       |